# Mîhailivka, Cemerivți
Mîhailivka (în ucraineană Михайлівка) este un sat în comuna Letava din raionul Cemerivți, regiunea Hmelnîțkîi, Ucraina.

## Demografie
Componența lingvistică a localității Mîhailivka
     Ucraineană (99,24%)
     Alte limbi (0,76%)
Conform recensământului din 2001, majoritatea populației localității Mîhailivka era vorbitoare de ucraineană (99,24%), existând în minoritate și vorbitori de alte limbi.